# Лудориите на лошото момиче
Лудориите на лошото момиче (на испански: Travesuras de la niña mala) е роман на перуанския писател и носител на Нобелова награда за литература за 2010 г. Марио Варгас Льоса.
Творбата е „изследване върху любовта, отделена от цялата романтична митология, която винаги я придружава“ (интервю с Марио Варгас Льоса: „Лудориите на лошото момиче“, 2010 г.). Според собствените изявления на писателя това е първият му любовен роман. В него се разказва за бурната и нездравословна връзка на двама влюбени в продължение на четири десетилетия, на фона на бурните политически и социални промени, настъпили през втората половина на 20 век на места като Лима, Париж, Лондон, Токио и Мадрид.

## Сюжет
Главният герой е Рикардо Сомокурсио, тийнейджър от средната класа на Лима от квартал Мирафлорес, който се влюбва в наскоро пристигналото младо момиче, Лили (по прякор Чилийката). Рикардо разбира, че Лили не е „чилийско момиче“. Тази млада жена изчезва от живота на Рикардо. Още в младостта си той сбъдва мечтата на живота си, да живее в Париж, град, за който баща му му е разказвал, когато е бил дете, и желан град от любимите му писатели. Там получава работа като преводач към ЮНЕСКО. Във френската столица той отново се среща с младата жена, с друго име и на път за Куба с намерение да стане партизанка, другарката Арлет, подбудена от лични интереси. Пътуването продължава през Лондон, Токио и Мадрид в неочаквани срещи и разногласия с главния герой.
Въпреки че действието на романа се развива по време на различни политически моменти, абсолютният център на романа са чувствата на Рикардо към така нареченото „лошо момиче“, което разбива сърцето му всеки път, когато изчезва, и потапя главния герой в депресия, в която той се заклева да я забрави, въпреки че неизбежно отново попада в капаните ѝ, когато Лили се завръща отново.
Романът показва еволюцията на Варгас Льоса към теми от еротично естество.

## В България
Романът е издаден през 2007 г. от издателство Хермес в превод на Върбинка Костадинова.
През 2024 г. издателство Колибри издава романа в нов превод, дело на Катя Диманова.

## Адаптации
- Лудориите на лошото момиче (2022-2023), мексикански сериал, режисиран от Алехандро Басано и Павел Васкес и продуциран от Патрисио Уилс и Карлос Бардасано за ТелевисаУнивисион, с участието на Макарена Ачага и Хуан Пабло Ди Паче.